# Lipovany
Lipovany (hongrois : Romhánypuszta) est un village de Slovaquie situé dans la région de Banská Bystrica.

## Histoire
La première mention écrite du village date de 1238.

## Démographie

### Évolution de la population
| Année:               | 1994. | 2004.    | 2014.   | 2024. |
| -------------------- | ----- | -------- | ------- | ----- |
| Nombre de personnes: | 329   | 286      | 260     | 234   |
| Différence:          |       | -13,06 % | -9,09 % | -10 % |

| Année:               | 2023. | 2024.   |
| -------------------- | ----- | ------- |
| Nombre de personnes: | 230   | 234     |
| Différence:          |       | +1,73 % |